# La conspiración del invernadero
La conspiración del invernadero es una película documental transmitida por Channel 4 en el Reino Unido el 12 de agosto de 1990, como parte del Equinox series, que criticó la teoría del calentamiento global y afirmó que a los científicos críticos de la teoría del calentamiento global se les negó la financiación.

## Contexto
Es una de las primeras instancias de la sugerencia de una  conspiración para promover afirmaciones falsas que apoyan el calentamiento global. Aunque el título del programa implicaba la existencia de una conspiración, cuando fue entrevistado en el programa Patrick Michaels restó importancia a la idea, diciendo: "Puede que no se convierta en una conspiración, pero ciertamente una coalición de intereses ha promovido la teoría del invernadero: los científicos han necesitado fondos, los medios una historia y los gobiernos una causa digna ".

## Otras lecturas
- Derek Jones, ed. (1990). The Greenhouse Conspiracy: An edited transcript. Channel 4 Television.